# Bryum atropurpureum
Bryum atropurpureum là một loài rêu trong họ Bryaceae. Loài này được Wahlenb. Wahlenb. mô tả khoa học đầu tiên năm 1829.